# Великобудищанська сільська рада (Диканський район)
Великобудищанська сільська рада — колишній орган місцевого самоврядування у Диканському районі Полтавської області з центром у селі Великі Будища.

## Населені пункти
Сільраді були підпорядковані населені пункти:
- c. Великі Будища
- с. Кардашівка
- с. Олефірщина
- с. Писарівщина
- с. Чернечий Яр